# Kieron Dwyer
Kieron Dwyer (* 6. März 1967) ist ein US-amerikanischer Comiczeichner.

## Leben und Arbeit
Dwyer begann Mitte der 1980er-Jahre auf Vermittlung seines Stiefvaters John Byrne als hauptberuflicher Comiczeichner zu arbeiten. Seither hat er unter anderem für die beiden großen US-amerikanischen Comicverlage – DC-Comics und Marvel Comics – gearbeitet und war zuletzt in der in Portland ansässigen Studiogemeinschaft Periscope Studio aktiv.
Dwyers Werk umfasst Tätigkeiten als Stammzeichner für die Serien Captain America (1987–1990), Danger Unlimited (1994), Action Comics (1995–1996) und Avengers (2001–2003).
2000 geriet Dwyer in die Schlagzeilen, als er von der Firma Starbucks Coffee verklagt wurde, weil er das weltweit bekannte Logo der Firma – das skizzierte Gesichtsporträt einer Sirene – in parodistischer Variation in verschiedenen Comics und als Motiv auf T-Shirts und ähnlichem verbreitete.